# Medan porten var stängd
Medan porten var stängd är en svensk film från 1946 i regi av Hasse Ekman.

## Handling
Filmen följer en rad personer i ett hyreshus under en natt full av dramatiska händelser och förvecklingar.

## Om filmen
Filmen premiärvisades 26 december 1946. Inspelningen av filmen skedde med ateljéfilmning vid AB Europa Studio i Sundbyberg med exteriörscener från Stockholm av Harald Berglund. 
Filmens manus översattes till danska av Paul La Cour och filmades med regi av Asbjørn Andersen under titeln Mens porten var lukket

## Roller i urval
- Tollie Zellman - Cora Anker, f.d. aktris
- Olof Winnerstrand - Hugo Sjöwall, rentier
- Inga Landgré - Birgit Ström, postfröken
- Marianne Löfgren - fröken Bojan Olsson, prostituerad
- Hasse Ekman - Torsten "Totte" von Breda, friherre och kapten, flygare
- Gunn Wållgren - Marianne Sahlén, flygvärdinna
- Gunnar Björnstrand - Erik Sahlén, direktör
- Gösta Cederlund - Karl-Otto Rosander, teaterdirektör
- Nils Kihlberg - Anders Holmkvist, flyglöjtnant
- Hjördis Petterson - Frida Johansson, portvaktsfru
- Douglas Håge - Emil Johansson, portvakt
- Hampe Faustman - Tomas Ekberg, journalist vid Stockholms Dagblad
- Stig Järrel - en kund hos Bojan
- Tord Stål - Kastgren, poliskommissarie
- Gunnar Öhlund - Erlandson, kriminalkonstapel
- Birgitta Arman - Margareta, en flicka hos von Breda

## Musik i filmen
- Hudson Bay, kompositör Karl Zieg, instrumental.
- Reflection, kompositör Miff Görling, instrumental.
- The Ray Street Blues, kompositör Miff Görling, instrumental.
- Riff Monotone, kompositör Miff Görling, instrumental.
- Slow Rock, kompositör Karl Zieg, instrumental.
- Lovely, kompositör Karl Zieg, instrumental.
- Fransk vals (Baumann), kompositör Erik Baumann, instrumental.
- Kolonijazzen, kompositör Nathan Görling och Zilas Görling, instrumental.
- Moonlight, kompositör Nathan Görling och Zilas Görling, instrumental.
- Helena Swing, kompositör Karl Zieg, instrumental.
- Lady Blue, kompositör Nathan Görling och Zilas Görling, instrumental.
- Blues in G Major, kompositör Stig Holm, instrumental.
- Song of Paradise, kompositör Reginald King text Jack Popplewell svensk text Gardar, instrumental.
- To maa man være, kompositör Fini Henriques och Gustaf Wennerberg, dansk text Henriette Rantzau, instrumental.
- piano, op. 32. Frühlingsrauschen , kompositör Christian Sinding, instrumental.

## DVD
Filmen gavs ut på DVD 2016.